# كريستي أوتس
كريستي أوتس (بالإنجليزية: Christy Oates)‏ هي فنانة أمريكية، ولدت في 1980 في بلومينغتون في الولايات المتحدة.